# Хуан Карреньйо
Хуан Карреньйо (ісп. Juan Carreño, 14 серпня 1909, Мехіко — 16 грудня 1940, Мехіко) — мексиканський футболіст, що грав на позиції нападника.
Виступав за клуб «Атланте», а також національну збірну Мексики. Учасник Олімпійських ігор 1928 року і чемпіонату світу 1930 року.

## Клубна кар'єра
Хуан Карреньо народився у бідному кварталі Мехіко. Граючи там у футбол більшу частину вільного часу, він здобув популярність і незабаром отримав запрошення від клубу «Атланте». Почавши виступати за «Атланте» в 1925 році, Карреньйо провів у цьому клубі всю свою кар'єру. Товариші по клубу і збірній, брати Росаси, пропонували йому роботу в пекарні, але він відмовлявся, цілком віддаючись футболу.
Карреньйо був незвичайним футболістом, не надто прихильним до виконання правил. Його відрізняли хитрість і схильність до різного роду витівок, які проявлялися як на футбольному полі, так і поза його.

## Виступи за збірну
1928 року дебютував в офіційних матчах у складі національної збірної Мексики. За збірну провів 8 матчів, забив 2 голи. 
Взяв участь в Олімпійських іграх 1928 року, де відзначився забитим голом у матчі з іспанцями. Через два роки разом з мексиканською командою здійснив подорож у Уругвай на першу в історії світову першість. Забивши гол у ворота французів на 70-й хвилині матчу відкриття, став першим мексиканським футболістом, який забив гол на чемпіонаті світу.
| Матчі та голи Хуана Карреньо за збірну Мексики | Матчі та голи Хуана Карреньо за збірну Мексики | Матчі та голи Хуана Карреньо за збірну Мексики | Матчі та голи Хуана Карреньо за збірну Мексики | Матчі та голи Хуана Карреньо за збірну Мексики | Матчі та голи Хуана Карреньо за збірну Мексики | Матчі та голи Хуана Карреньо за збірну Мексики |
| ---------------------------------------------- | ---------------------------------------------- | ---------------------------------------------- | ---------------------------------------------- | ---------------------------------------------- | ---------------------------------------------- | ---------------------------------------------- |
| №                                              | Дата                                           | Місце проведення                               | Суперник                                       | Рахунок                                        | Голи                                           | Турнір                                         |
| 1                                              | 30 травня 1928                                 | Амстердам, Нідерланди                          | Іспанія                                        | 1:7                                            | 1                                              | Олімпійські ігри 1928                          |
| 2                                              | 5 червня 1928                                  | Амстердам, Нідерланди                          | Чилі                                           | 1:3                                            | -                                              | Олімпійські ігри 1928                          |
| 3                                              | 13 липня 1930                                  | Монтевідео, Уругвай                            | Франція                                        | 1:4                                            | 1                                              | Чемпіонат світу 1930                           |
| 4                                              | 16 липня 1930                                  | Монтевідео, Уругвай                            | Чилі                                           | 0:3                                            | -                                              | Чемпіонат світу 1930                           |
| 5                                              | 19 липня 1930                                  | Монтевідео, Уругвай                            | Аргентина                                      | 3:6                                            | -                                              | Чемпіонат світу 1930                           |
| 6                                              | 4 березня 1934                                 | Мехіко, Мексика                                | Куба                                           | 3:2                                            | -                                              | Відбірковий матч до ЧС 1934                    |
| 7                                              | 11 березня 1934                                | Мехіко, Мексика                                | Куба                                           | 5:0                                            | -                                              | Відбірковий матч до ЧС 1934                    |
| 8                                              | 24 травня 1934                                 | Рим, Італія                                    | США                                            | 2:4                                            | -                                              | Відбірковий матч до ЧС 1934                    |

Помер 16 грудня 1940 року на 32-му році життя.